# آندروس وارنیک
آندروس وارنیک (استونیایی: Andrus Värnik؛ زادهٔ ۲۷ سپتامبر ۱۹۷۷) پرتاب‌گر نیزه اهل استونی بود.
وی در مسابقات بین‌المللی در مجموع برندهٔ ۱ مدال طلا و ۱ مدال نقره شده‌است.